# Abbaye de Haute-Seille
L'abbaye de Haute-Seille (autrefois de Haute-Selve, du latin, Alta Silva, « Haute Forêt », sans rapport avec la Seille lorraine) est une fondation cistercienne en Lorraine, sur l'actuelle commune de Cirey-sur-Vezouze (Meurthe-et-Moselle, France).

## Localisation
Le site se trouve en plaine, non loin de la Vezouze, au sortir de Cirey dont il forme un écart.

## Historique

### La fondation
Des moines bénédictins de l'abbaye de Saint-Sauveur en Vosges auraient les premiers occupé les lieux. L'abbaye cistercienne, quant à elle, fut fondée en 1140 après une donation faite par la comtesse Agnès de Langenstein, veuve d'Hermann II de Salm, à l'ordre de Cîteaux. Cette création a probablement été influencée par saint Bernard qui avait de bonnes relations avec Étienne de Bar, évêque de Metz. Une dizaine de religieux de l'abbaye de Theuley s'y établirent.
Si le domaine de l'abbaye ne comprenait à ses débuts que le village de Tanconville, il s'est agrandi par échange et acquisition du village de Hesse près de Lorquin où se trouvait un prieuré consacré par le pape Léon IX et rattaché à l'abbaye en 1504, des dîmes de Blémerey, de Domjevin, de Fréménil et de Vého, ainsi que les cures de Parux, Bertrambois, Hattigny, Lafrimbolle, Landange, Aspach, Niderhoff, Fraquelfing, Neufmoulins, Languimberg, Fribourg… avec une concentration des biens autour de Lorquin.
Dès 1147, l'évêque de Metz a dû intervenir pour protéger l'abbaye des actions des familles donatrices de Salm et de Turquestein, en obtenant de leur part la résignation de tous leurs droits. Mais, dès 1184, Henri de Salm essayait de prendre le contrôle du canal de dérivation de la Vezouze dans l'enclos de l'abbaye et reprendre les concessions faites par ses ancêtres. Il a trouvé contre lui les évêques de Metz et de Toul. Pour se protéger, les moines ont cherché l'appui des seigneurs de Blâmont, puis, en 1267, celui des ducs de Lorraine. Pendant son histoire, l'abbaye a dû lutter pour son indépendance successivement contre les comtes de Salm puis les ducs de Lorraine et les rois de France. L'église fut consacrée en 1176 par Pierre de Brixey, évêque de Toul.

### Les difficultés
L’abbaye est victime des guerres qui désolent le pays ; en 1391 un combat livré près de Cirey par Henry III, sire de Blâmont, aux Messins ravage les environs. La guerre entre Charles-Quint et la France occasionne sa dévastation. Le calme instauré par la paix de 1559 est rompue par les guerres de religion et en 1648, la situation est devenue si précaire que l'abbé, Dom Louis Fériet, doit mettre sa crosse en gage pour 800 francs et vendre les cloches à un marchand de Strasbourg. Plus tard, il emprunte à la chartreuse de Molsheim pour réparer l'église de Hessex.
Lorsque Dom Jacques Moreau de Mautour est nommé abbé en 1699 la communauté ne se compte plus le prieur et cinq religieux. Grâce à la paix que le duc Léopold rétablit en Lorraine et à son administration, Haute-Seille se relève de ses ruines. En 1707 et 1708, on rétablit les cloîtres, les stalles de l'église et en 1711, des marchés sont passés pour les sculptures du sanctuaire.

### La commande
Le 6 mars 1748 Stanislas nomme Nicolas-Joseph Alliot, simple clerc tonsuré, abbé commendataire de Haute-Seille. Le prieur et les religieux adressent aussitôt une requête au roi de Pologne afin d'élire un abbé régulier. Le prince de Salm les soutient en demandant au Pape la confirmation de leur liberté d'élire leur abbé. Élu régulièrement Dom F. d'Estrepy doit se réfugier au-delà du Rhin pour sa sécurité. Le procès en cour de Rome qui dure jusqu'en 14 janvier 1754 débouche sur une transaction confirmée par l'abbé général de Cîteaux : moyennant une rente l’abbé doit résider hors de l’abbaye dont la direction effective revient au prieur. Sous la direction de celui-ci, Dom de Marien, les travaux reprennent autant que les ressources le permettent et jusqu'en 1789, l'abbaye semble bénéficier d'une paix réelle, troublée par quelques procès mineurs.
Le 1er août 1789, les bâtiments sont saccagés par les habitants des environs. Le dernier prieur, Antoine Combette, se retire à Strasbourg où il meurt en 1830. Dès le mois d'avril 1791 la vente des biens commence, notamment celle de leur maison de Blâmont puis celle de l'abbaye le 22 décembre 1791.

## Architecture
L'abbaye fut reconstruite presque entièrement au XVIIIe siècle et ses bâtiments étaient neufs lors de son démantèlement. On retrouve cependant peu de traces du quartier abbatial qui était accolé au nord de l'église et dont l'épaisseur des murs était de 1,10 m. Le cloître mesurait 47 mètres parallèlement au transept et 26 en façade ; au-dessus étaient les logements des religieux. Le cloître communiquait à l'église par une petite porte en plein cintre toujours visible.

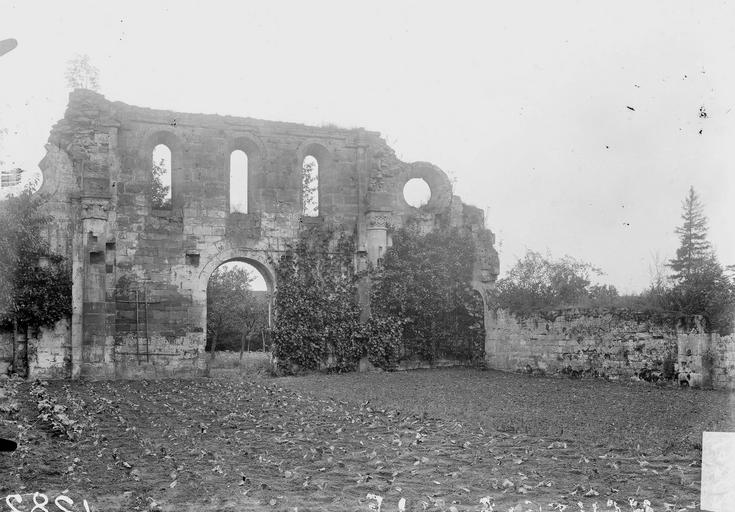
Ruines de l'abbatiale

Selon les vestiges exploitables, l'église, qui datait de la seconde moitié du XIIe siècle était en croix latine et orientée ; la nef avait 45 mètres de long sur 15 de large, le transept 4,80 mètres sur 11 ; l'abside était à trois pans coupés de 4 mètres chacun. Le portail, toujours debout, est d'architecture romane, avec cinq grandes arcades de même hauteur mais de styles différents. L'arcade du milieu, qui servait de porte, était flanquée de huit colonnettes dont les chapiteaux subsistent en partie. Le portail était complété, dit-on, par un pignon avec une rose ou oculus.
Les bâtiments restants étaient déjà à destination agricole. Ils se composent d'une cour entourée de constructions de 123 mètre sur 83 avec une porte monumentale du XVIIe siècle. L'enclos était traversé par un canal et un moulin occupait l'emplacement actuel du polissoir. Les vestiges de l'abbaye de Haute-Veille sont inscrits au titre des monuments historiques par arrêté du 19 janvier 1927.

## Filiation et dépendances
Haute-Seille est fille de l'abbaye de Theuley. En 1579 Nicolas Périni prieur de l'abbaye de Hesse, devenue depuis 1550 prieuré séculier, demande au pape avec l'accord de l'évêque de Metz sa réunion à l'abbaye de Haute-Seille. Ayant obtenu satisfaction, il prend lui-même l'habit à Haute-Seille, dont il est élu abbé après la mort de Jean Périni, son frère. L'union du prieuré est confirmée en 1605.
Au cours de son histoire l’abbaye a possédé des biens à Adelhouse, Albestroff, Azerailles, Azoudange, Badonviller, Bertrambois, Blanche-Eglise, Courtegain, Dorlisheim, Emberménil, Foulcrey, Guéblange, Hablutz, Hampont, Haut-Clocher, Hellocourt, Herbéviller, Igney, Lafrimbolle, Leintrey, Marsal, Nossoncourt, Rambervillers, Réchicourt-le-Château, Richeval, Rosières-aux-Salines, Saint-Nicolas, Sarrebourg, Thann, Varangéville, Xures. Au moment de la Révolution, il lui restait :
- à Haute-Seille, une métairie, un moulin, une tuilerie, des étangs et des bois, avec la droit de pêche dans la Vezouse et de chasse sur son territoire ;
- à Tanconville, des terres, des bois, des étangs et un moulin, la seigneurie foncière, le patronage de la cure et des dîmes ;
- à Hesse, une métairie, un moulin, des bois, la seigneurie foncière, le patronage de la cure et les dîmes ;
- à Lezey, une métairie, un étang et les deux tiers de la seigneurie foncière ;
- à la Neuve-Grange une métairie avec des bois, une scierie et un moulin ;
- à Ormange  une métairie avec des bois et des étangs,
- à Xirxange une métairie avec un moulin, des étangs et des bois ;
- à Récour une métairie avec un moulin et des bois ;
- les métairies de la Vigne, du Griffon, de Rotomoncel et de Saint-Benoît ;
- tout ou partie des dîmes de Parux, Bertrambois, Hattigny, Lafrimbolle, Landange, Aspach, Niderhoff, Fraquelfing, Neufmoulins, Languimberg, Fribourg, Ommeray, Rosheim, Rosenwiller, Blâmont, Blémerey, Domjevin, Fréménil, Vého, Nitting, Hermelange, Maizières-lès-Vic, Gelucourt, Kraftel, Videlange ;
- des biens sur ces finages et sur ceux de Cirey, le Val-le-Bon-Moutier, Harbouey, Frémonville, Sainte-Pôle, Vacqueville, Merviller, Thiaville,  Remoncourt, Xousse, Jambrot, Maizières-lès-Vic, Lorquin[4].

## Liste des abbés

### Abbés réguliers
- Gérard, premier abbé de Haute-Seille.
- Imbrand, deuxième abbé, 1154.
- Fulcon, troisième abbé, 1162.
- Anselme, 1179.
- Renaud, 1185.
- Fulcon II, 1187.
- Henry, 1196-1225.
- Tean, 1227…. 1275 : plusieurs abbés ont dû se succéder sous le même nom
- Henry Il, 1280.
- Conrad, 1283.
- Henry III, 1285-1315.
- Baudouin, 1322.
- Geoffroy, 1324.
- Comars, 1338.
- Albert, 1365.
- Jacques, de Sarrebourg, 1399-1419.
- Thiriat, de Vitrimont, 1433.
- Jean Milsus, 1436.
- Aubert, de Blârnout, 1447.
- N. Nitin, 1463.
- Christophe, 1483-1485.
- Martin, 1487.
- Henry, de Sarrebourg, 1498-1500.
- Dom Henry Le Moleur, 1504.
- Dom Adam Husson, de Herbéviller, 1527-1529.
- Dom Raimbaud Gabellot, de Merviller, 1553-1555.
- Dom Jean, de Xanrey, élu en 1556.
- Dom Jean, de Gerbéviller, 1559.
- Dom Jean Périni, de Vazainville, élu en 1560 (+1583).
- Dom Nicolas Périmi, élu 1583 (+1596) (coadjuteur depuis 1579).
- Dom Pierre Guérard, élu en 1595 démissionne en 1608.
- Dom Jean Canery, élu en 1608 (+1621).
- Dom Nicolas Bernard, 1627-1635 (coadjuteur depuis 1611).
- Dom Louis de Fériet, 1635-1668.
- Dom Claude de Bretagne, résilie en 1691 (coadjuteur depuis1658).
- Dom Jacques Moreau de Mautour, élu 1692-1729.
- Dom Henry Lecler, élu 1730 (+1747) (coadjuteur depuis 1727).

### Abbés commendataires
- Nicolas-Joseph Alliot, nommé en 1747.
- François Alliot, 1754.
- de Montauban.
- de Cambis, 1790[5].

## Personnalités
- Jean de Haute-Selve, ou de Haute-Seille (Johannis de Alta Silva), moine de l'abbaye à la fin du XIIe siècle, auteur du (la) Dolopathos, sive de rege et septem sapientibus, dont s'est ensuite inspiré le trouvère Herbert pour sa version en ancien français[6].